# Gustav Peichl
Gustav Peichl (18. března 1928 Vídeň – 17. listopadu 2019) byl rakouský architekt a karikaturista. Patřil k nejvýznamnějším architektům poválečného Rakouska.

## Život
V mládí studoval chlapecké gymnázium v Moravské Třebové a do roku 1953 studoval na Akademii výtvarných umění ve Vídni. Později pracoval v Moravské Třebové na stavebním úřadě jako kreslíř.
Kromě projekční činnosti byl známý jako karikaturista- během svého života vytvořil více než 12 000 karikatur, které publikoval v německých a rakouských denících (Kurier, Die Presse, Süddeutsche Zeitung).
Gustav Peichl zemřel 17. listopadu 2019 ve Vídni po krátké nemoci.

## Dílo (výběr)
- Millennium Tower
- nová budova mnichovského divadla Kammerspiele
- galerie Bundeskunsthalle v Bonnu
- Muzeum karikatury v Kremži[2]